# 液化天然氣載運船

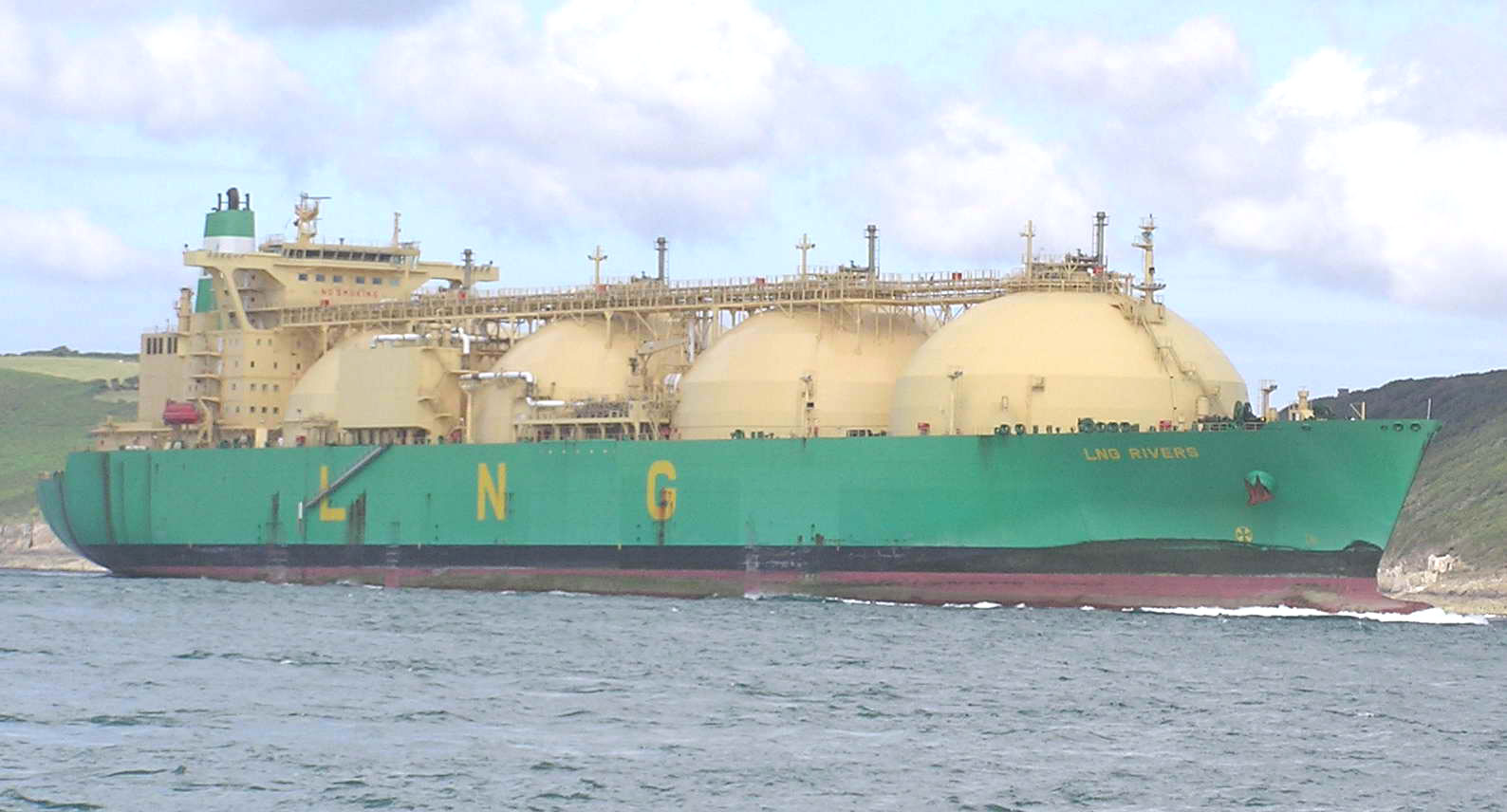
「LNG Rivers」，擁有135000立方公尺的容量。

液化天然氣載運船（英語：LNG Carrier），简稱LNG船，是一種設計用來運送液化天然氣（LNG）的液貨船。LNG船技术要求高，建造难度大，目前只有少数几个国家的船厂能够建造。隨著液化天然氣市場的成長，LNG船的數量也在快速增加。

## 发展历史

### 围护系统

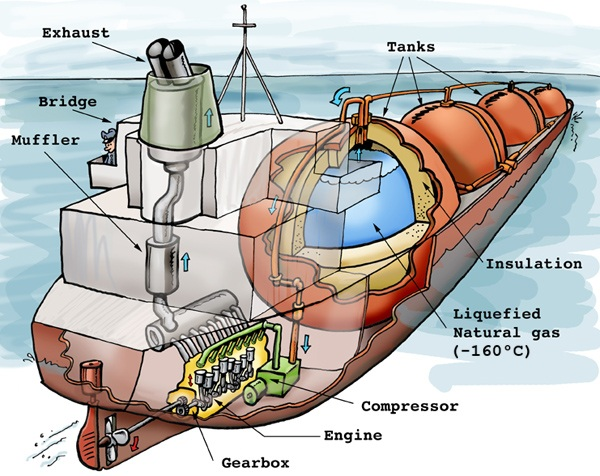
Moss型LNG船的内部示意图

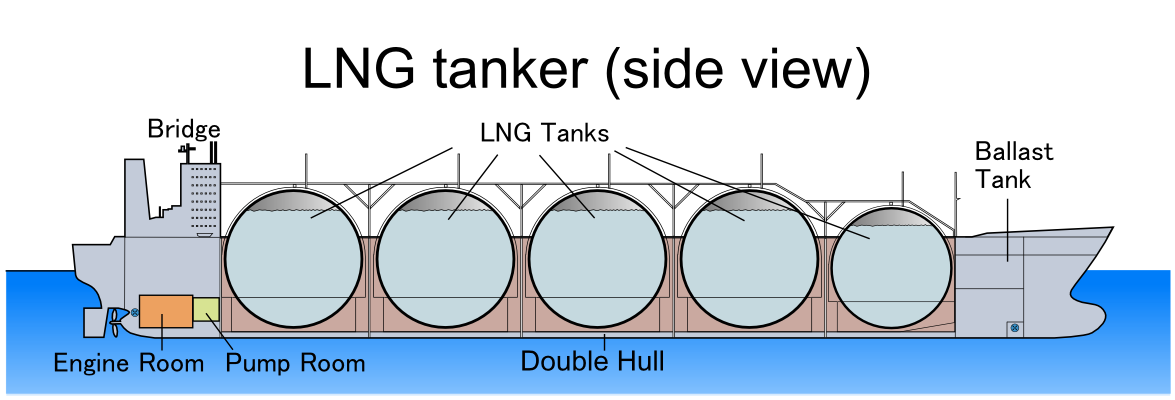
Moss型LNG船的侧面示意图

天然气液化后体积可以缩小至原来的1/600，但是温度需要维持在-163℃以下。要想获得如此的低温并非易事，因此早期有设计师设计建造一种能耐受100倍大气压的容器，利用这种容器将天然气体积压缩至1/100。采用这种方式运输天然气的船舶就称为CNG（压缩天然气）船。CNG船操作相对简单，不需要液化、再气化等步骤，也不需要专门的靠泊装置。然而CNG船天然气体积大，空船重量大，空载返程的成本几乎与满载时一样，导致其长途运输经济性不高。目前CNG船有一定的发展，但造价高昂，单艘CNG船造价可达2亿美元，装载量低（相对的，这个价格可以建造一艘超过20万立方米的LNG船）；500海里内的短距离运输经济性又比不过管道运输；加之目前尚未有大量应用，业界对此尚有疑虑。
球罐式围护系统最早由挪威的莫斯-罗森伯格造船公司（Moss Rosenberg）于1970年提出。其后另一家挪威公司克瓦纳集团（Kvaerner）收购了该公司，因此球罐式系统也称为Kvaerner-Moss式。球罐式围护系统在20世纪一度占据主流地位，2000年全球正在营运的LNG船中，球罐式约占50%，薄膜型占46%。但随着LNG船大型化的势头越来越迅猛，2003年在建的新LNG船中仅有32%使用了球罐型系统，而薄膜型则占到了62%。球罐式系统的优点是寿命长，没有晃荡问题，结构较强，可以进行应急卸载，发生碰撞时不易损坏液舱；缺点是船舱利用率低，船舶体积大，建造成本高，对于大容量液舱要更新全部制造和模具等，导致成本进一步攀升。

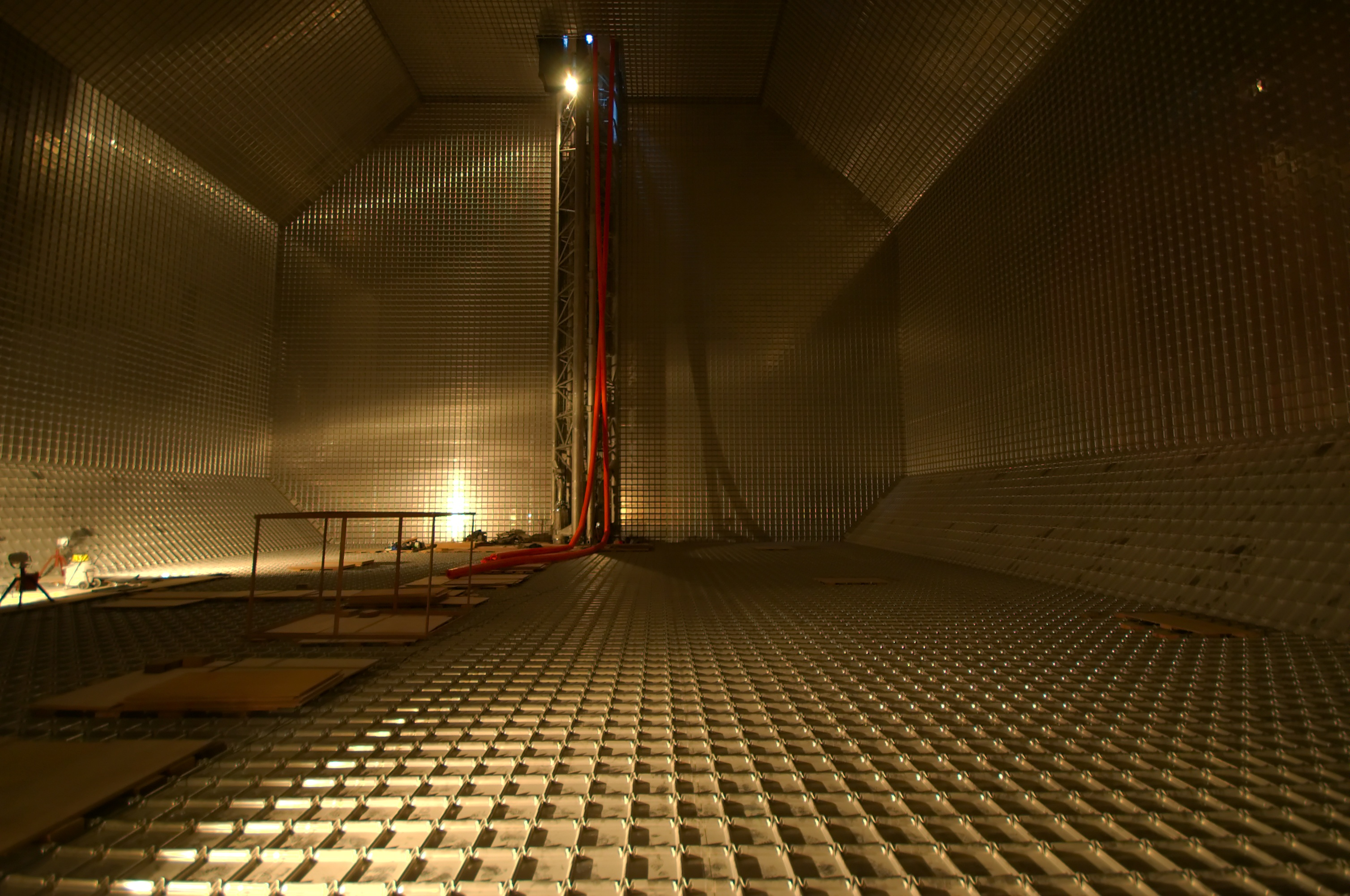
Mark III型围护系统的不锈钢薄膜

1963年，法国燃气和日本邮船联合成立Technigaz，专攻LNG运输方面的研发。1964年，Technigaz申请了薄膜型液货围护系统的专利，后来改进成为Mark I型液货围护系统。另一边法国Worms & Cie集团的皮埃尔·让（Pierre Jean）在1963年开发出了基于殷瓦钢的薄膜型围护系统，也就是日后的NO型液货围护系统的鼻祖。1965年Worms & Cie成立了Gaztransport公司，专门做液货围护系统。1969年菲利浦石油与马拉松石油向Gaztransport订购了两艘LNG船阿拉斯加极地号（Polar Alaska）和北极东京号（Arctic Tokyo），两者货舱容量均为71500立方米，在瑞典Kockums船厂开工建造。1994年，Gaztransport和Technigaz合并成GTT公司。2011年，GTT研发出Mark III型系统，由两层薄膜和一层保温层构成，主要薄膜为波纹型的不锈钢薄膜，次要薄膜使用复合材料，直接由船体结构支撑；2012年，NO系列最新的NO96型号面世：其双层薄膜材质均为殷瓦钢，主要薄膜由主保温层和次保温层共同支撑。两种最新型号的围护系统均达到了日蒸发率0.07%的水平。
目前GTT的两种薄膜系统占据了世界上90%以上的围护系统份额。但因为GTT公司对采用其技术的公司收取不菲的专利费，因此也有其他的围护系统在继续使用。这些替代方案主要包括：
- 挪威Moss型球罐系统：船体重心高，而且如前文所述，建造费用高、营运费用高；
- 日本IHI SPB型：费用同样较高，而且未有大规模运用，可靠性有待验证；
- 韩国三星SCA薄膜型：基于GTT的Mark III型进行小幅度改进，重点改进晃荡冲击对薄膜型围护系统的损伤。但有可能存在与GTT的专利纠纷。
- 韩国燃气公司KC-1型：改进自韩国燃气公司自有的陆地LNG储存舱，仅建造了两艘LNG船，建造过程延误达五个月；其中一艘首次营运即发生结冰故障。
- 江南造船厂BrilliancE型：目前发展到第二代，已应用于乙烷运输船和LNG运输船。[10][11]

除了大型LNG船以外，还有采用半冷半压方式控制、储存的中小型LNG船。半冷半压式LNG船结构较为简单，投资较低，通常采用C型独立液货舱，单船舱容一般在3万立方米以下。这种设计方式建造的LNG船可以用于支线运输，便于向小型城市、岛屿和乡村地区供应天然气，或者是为1000海里以内的短途运输。

#### 载运能力

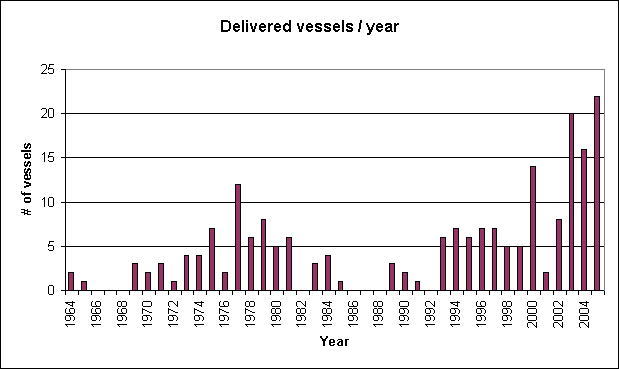
1964-2004年间LNG船交付数量

1959年1月25日，世界上第一艘LNG船甲烷先行者号（Methane Pioneer）载着世界上第一座远洋LNG储存仓，离开路易斯安那湾驶向英国。甲烷先行者号实际上是一艘为了运输LNG而改装的货船，因其运行良好，天然气协会和国际甲烷公司订购了两艘新船专门用于LNG运输。这两艘新船分别命名为甲烷公主号（Methane Princess）和甲烷促进号（Methane Progress），均配备康奇独立铝质货舱，容积27000立方米，于1964年投入阿尔及利亚天然气运输航线中使用。
20世纪末，LNG船已经普遍达到125000立方米的水平；到2000年前后，LNG船容积普遍提高到了14万立方米以上。近年来LNG船的大小和载货量都得到了大幅度的增长。2005年卡塔尔燃气（Qatargas）率先使用了Q-Flex型和Q-Max型LNG船，容积分别达到210,000立方（7,400,000立方英尺）和266,000立方（9,400,000立方英尺）。
2017年新增订单里大部分LNG船容积都是12-14万立方米，但也有部分订单采用了超过26万立方米的Q-Max船型。同年大宇造船海洋建造了克里斯托弗·德·玛格丽号（Christophe de Margerie），采用了破冰船型，載重噸80200吨，容积172600立方米，可以提供瑞典一个月的消耗量，而船台上还有14艘订单在排队等待建造。
至2005年，世界上一共建造了203艘LNG船，其中193艘依旧在营运当中。至2016年底，全球LNG船数量呈现爆发性增长，总数达到了439艘。在2017年全年，据估计每一时刻都有至少170艘LNG船在运作。至2018年底，全球大约共有550艘LNG船。

## 建造能力

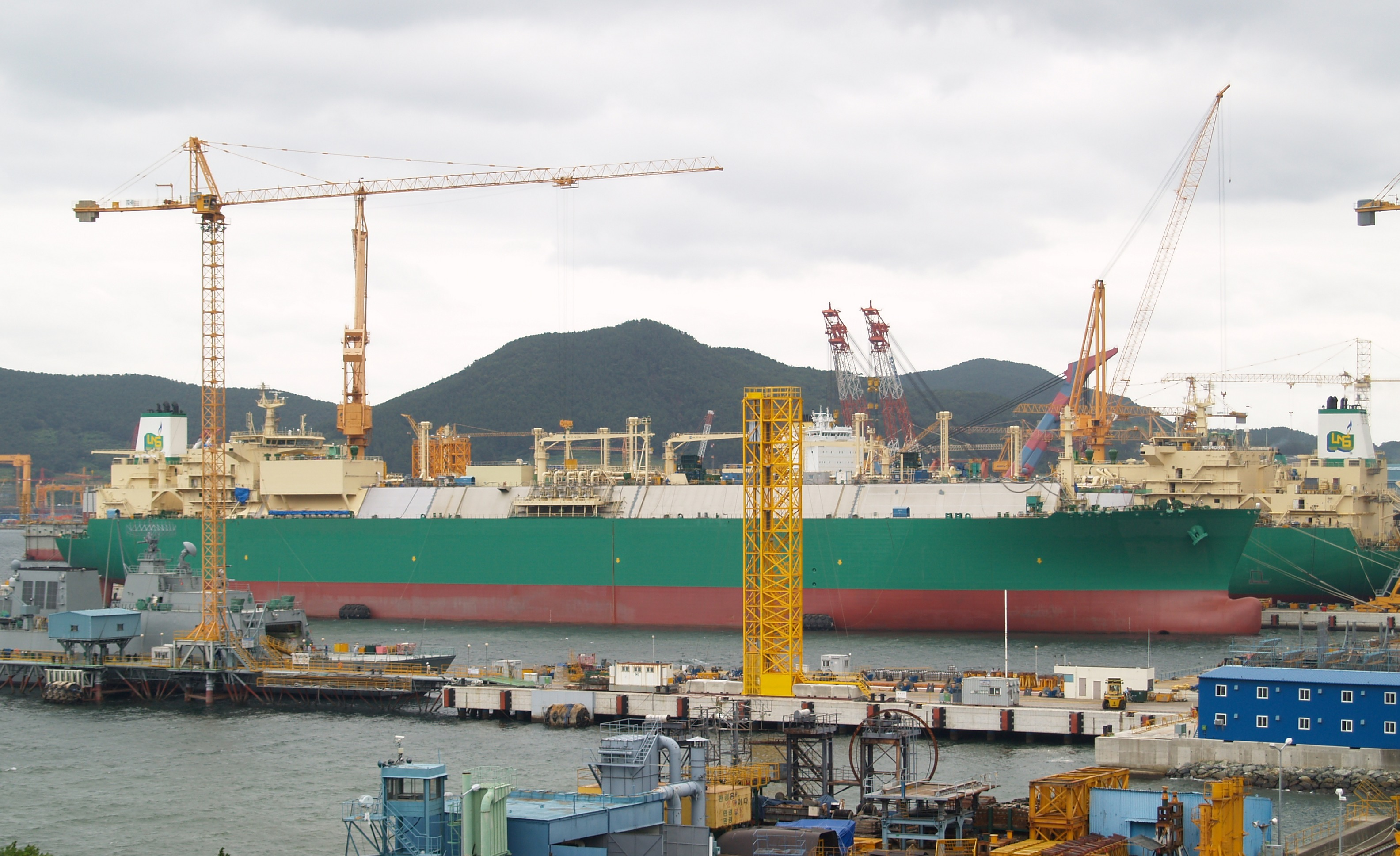
正在大宇造船船坞中建造的一艘LNG船

目前市场上除了大宇、现代、三星等三家韩国造船巨头外，还有一些别的造船企业涉足LNG船建造行业，相对重要的包括韩国STX造船，和韓進集團下属的韩进重工。
截至2018年11月，韩国造船企业掌握了全球LNG船最近三年新订单的绝大多数。全球LNG相关订单中，有78%由韩国夺得，日本占据14%，中国占有8%的市场份额。全球所有的LNG船里，2/3由韩国建造，日本占22%，中国为7%，还有少量是由法国、西班牙和美国建造。韩国造船企业掌握了订单绝对多数的原因在于韩国企业持之以恒的创新，以及适中的价格。韩国企业曾在LNG船引入破冰船型，后来又积极向客户推荐Q-Max船型以替代Moss型。
中国虽然是造船大国，但长期以来缺乏建造LNG船的能力。直到2008年，沪东中华建造的第一艘LNG船才下水，采用薄膜式围护系统，容积147000立方米。至2018年，中国依然只有沪东中华一家造船厂拥有有限的LNG船建造能力。由于产能有限，沪东中华的船台排期已经很长，在订单井喷式增多的2018年全年也未有任何新订单。在2017、2018年行业空前繁荣的刺激下，中国另一家船厂大船集团在2018年开始了Mark III型模拟舱的建造，准备加入LNG船的建造者行列。
到了2021年，中国企业在全球新建LNG船的市占率就达到10%，2022年更是快速扩大到25%，沪东中华，江南造船，大船重工等企业在111艘LNG船订单中占28艘。日本份额已经降到零。

## 典型货运循环
一个典型LNG货运循环首先始于“无天然气”状态。此时货舱内充满空气，可以让人员对货舱与泵进行维护。此时因为船舱内含有大量氧气，天然气不能直接装入货舱，否则会有爆炸的危险。同时，直接输入-162°C的天然气会使得船舱内温度剧烈下降，一方面凝結會形成冰，也会损坏船舱。
维护完毕，开始加载天然气时，首先货舱必须用乾燥的惰性气体实现惰性化，惰性气体通常使用柴油机组产生（典型情况为13%二氧化碳，氧气含量低于5%，剩下的为氮气）。柴油机废气通入货箱，直到氧气低于4%。
接着，船舶入港进行气化（"gas-up"）与冷却（"cool-down"）。此时仍然不能直接装载天然气：二氧化碳会在这种低温下冻结，损坏泵和输气管道。相反，LNG会先沿着蒸发管送到主蒸发器，在那里进行气化，再送至加热器中加热到大约20°C，然后再吹入货舱，替换掉原来的惰性气体。一开始吹出来的惰性气体会直接排放到空气当中；一旦碳氢成分达到5%（甲烷的燃烧下限），惰性气体和天然气的混合气体将会改为通过管线与大功率压缩器导向岸上并烧掉，以避免在船舶四周积累大量的有爆炸危险的可燃气体。完成这一步后，船舶货舱充满了甲烷，但依然是常温的。
下一步是冷却。LNG通过喷头（spray heads）喷入货舱，然后气化，同时冷却货舱。多余的气体会引上岸，要么重新液化，要么烧掉。当货箱降温到约−140°C，就可以大量装入LNG了。LNG直接从岸上的存储罐泵入船上的货舱，会一直装载到货舱98.5%的容积为止（以留下货舱热胀冷缩的空间）。
装载完成后，LNG船就可以出发前往目的地了。航行途中，LNG不可避免会有一些蒸发，根据船舶的具体设计，气化的天然气可以供给船舶的蒸汽轮机以提供动力，也可以重新液化后注入货舱。
在卸载港，液化天然气泵入岸上的储存罐。在抽取的同时，会从岸上向货舱注入天然气，或者用船上的LNG蒸发器上进行气化。有的船舶会抽出尽可能多的天然气，有的则设计成留下一点作为剩余液（heel）。如果船舶需要恢复到没有天然气的状态，就必须先用气态天然气把货舱加温到常温，然后用惰性气体替换货舱中的天然气。船舱的升温过程同样不能过于剧烈，视具体船型需要10-20小时不等。留有一些剩余液可以大大加快船只的升温速度。等到货舱中排出所有天然气，再用干燥的空气替换惰性气体，直到恢复到人员可进入工作的条件。
LNG船运输LNG和用管道输送天然气都会产生温室气体。管道运输的温室气体主要来自于生产钢管；此外日常营运时对管道维持压力也会产生温室气体。至于LNG船，温室气体主要是LNG气化；而船舶的引擎也会产生温室气体。

## 泄漏的后果
比起原油泄漏而言，公众对于LNG泄漏的注意力要小得多，这是因为在泄漏事故中LNG会快速汽化并成为大气甲烷，使其不易留下可见的难以清理的残余。而LNG业内也维持着一个比较良好的安全记录，根据Pitblado的研究，业内已经有近8万次成功装载，而未有产生因液货舱破损而造成的泄漏事故。一艘LNG船在6.6節（12每小時）速度撞上另一艘差不多大小的LNG船，从而造成90度倾覆时，依然可以保证不会有LNG泄漏；而换成一艘载重吨30万吨的油轮撞上LNG船的场景，速度就要下降到1.7節（3每小時）了。碰撞事故的确偶有发生，不过非常罕见。
根据Pitblado的估计，结合预警系统、规章制度、人员培训以及科技进步，现代LNG船的泄漏概率应该能低至十万分之一的级别。
当真的有LNG船出现破损，泄漏出来的LNG有可能会烧起来，导致爆炸或者火灾。由于LNG的低温，其本身不易燃，只有挥发产生的甲烷气体才易燃，而在开放空间甲烷会快速分散到空气中，使得爆炸较不易发生。

## 引用
1. 1 2  程天柱，LNG船——中国正在攻坚的船型，64页
2. ↑  .   [2012-08-12]. （原始内容存档于2011-04-12）.
3. ↑  漫话压缩天然气运输船，90-91页
4. ↑  Moss球罐型LNG船货物围护系统，88-90页
5. ↑  Moss球罐型LNG船还有戏吗？，87-90页
6. ↑  周大虎. . 船舶行业观察. 2019年6月16日  [2019年6月24日].
7. ↑  . Gaztransport & Technigaz (GTT) via YouTube. 2013-11-07  [2019-06-25]. （原始内容存档于2017-05-12）.
8. ↑  . North West Shelf Shipping Services Company (NWSSSC) Pty. Limited. 2014  [2019-06-25]. （原始内容存档于2017-10-29）.
9. ↑  . Gaztransport & Technigaz (GTT) via YouTube. 2013-11-07  [2019-06-25]. （原始内容存档于2017-03-28）.
10. ↑  邓玲玮. . 澎湃新闻.   [2024-06-16]. （原始内容存档于2024-06-17）.
11. ↑  国际船舶网. . 国际船舶网.   [2024-06-16]. （原始内容存档于2024-06-16）.
12. ↑  浅谈半冷半压式液化气船的衍生船型，88页
13. 1 2  程天柱，LNG船——中国正在攻坚的船型，65页
14. ↑  .   [2010-07-29]. （原始内容存档于2010-08-06）.
15. ↑  . Hellenic Shipping News. 2017-03-31  [2017-08-24]. （原始内容存档于2017-08-24）.
16. ↑  . Ship Technology.   [2017-08-24]. （原始内容存档于2021-01-23）.
17. ↑   (PDF). IGU(International Gas Union). （原始内容 (PDF)存档于2020-02-10）.
18. ↑  Gold, Russell. . The Australian. 2017-06-07  [2017-06-07]. （原始内容存档于2017-06-07）.
19. ↑  Kravtsova, Ekaterina. . Cyprus Mail. 2019-04-15  [2019-04-15]. （原始内容存档于2021-01-22）.
20. ↑  Jane Chung, Yuka Obayashi. . Reuters. 2018-11-19  [2018-11-20]. （原始内容存档于2020-11-08）.
21. ↑  周大虎. . 船舶行业观察. 2019年5月23日  [2019年6月24日].
22. ↑  华商韬略.  请检查|url=值 (帮助). 华商韬略. 2022年10月3日  [2022年10月3日]. （原始内容存档于2020年6月25日）.
23. ↑  Ulvestad, Marte; Overland, Indra. . International Journal of Environmental Studies. 2012, 69: 407–426  [2019-06-25]. （原始内容存档于2018-03-17） –https://www.researchgate.net/publication/261221877.
24. 1 2  . www.breakingenergy.com. 2014-12-22  [2021-11-30].
25. 1 2 3  Pitblado.  (PDF). www.energy.ca.gov. （原始内容存档 (PDF)于2018-02-19）.
26. ↑  Mokhatab, Saeid; Mak, John Y.; Valappil, Jaleel V.; Wood, David A. . Gulf Professional Publishing. 2013-10-15  [2019-06-25]. ISBN 9780124046450. （原始内容存档于2019-08-18） （英语）.
27. ↑  . Environmental Defense Fund.   [2017-11-15]. （原始内容存档于2018-09-18）.